# Carro de guerra

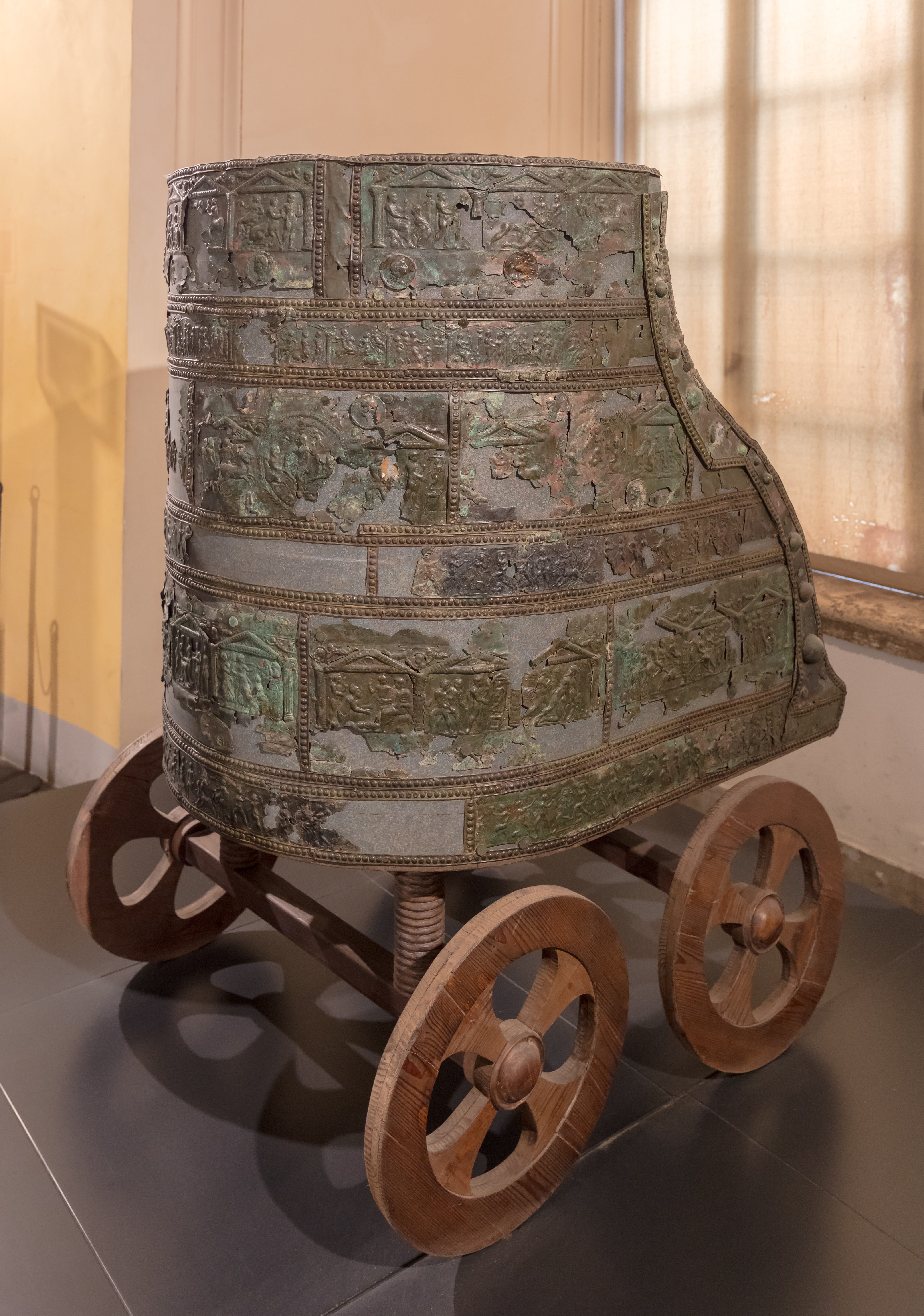
Antiguo carro de guerra romano de bronce, Museos Capitolinos, Roma, Italia.

Un carro de guerra es un vehículo con ruedas tirado por caballos, un tipo especial de carro usado para la guerra.
En latín se llama biga a un carro tirado por dos caballos, y cuadriga a un carro de cuatro caballos, mientras que carrus (carro) se usaba exclusivamente para carros de uso civil. El carro de guerra fue  utilizado durante la Edad del Bronce y la del Hierro, y también para los viajes, los desfiles militares y en los juegos, hasta mucho después de que su uso militar quedara obsoleto.
En el 2600 a. C. las tribus arias Guti estaban conquistando el norte de Sumeria con carros según las escrituras sumerias. La rebelión de las 5 ciudades de Sumer contra el gobierno Guti (nombre dado a sí mismos en las escrituras sumerias), termina sobre el año 2000 a. C. con el ejército de Elam y Guti quemando la gran ciudad de Ur (mayor ciudad del mundo en la época, con 65 000 habitantes).
Los primeros modelos tenían a veces cuatro ruedas, pero no era lo usual. El invento crucial que permitió la construcción de carros ligeros tirados por caballos para su uso en combate fue la rueda con buje, radios y llanta en contraposición a las ruedas macizas sólidas unidas con el eje de los carros civiles. Los primeros carros con ruedas radiadas datan de cerca del año 2000 a. C., y su uso llegó al cenit hacia el 1300 a. C. (Véase la batalla de Kadesh).
Los caballos de esta época no podían soportar el peso de un hombre durante el combate; los primeros caballos, descendientes de animales salvajes capturados, tenían el tamaño aproximado de un poni grande. Pero en un carro, el caballo, además de poder combinar su fuerza con la de otros, no tenía que soportar ningún peso en su grupa.
Los carros de guerra eran en aquella época muy eficaces sobre un campo de batalla llano y despejado, y decidieron el resultado de las guerras durante casi siete siglos.
A medida que se mejoraron las razas de caballos en cautividad, haciéndolos más grandes y fuertes, los carros de guerra dejaron paso a la caballería. Las razones no eran solamente prácticas, sino también económicas: la caballería no solo podía emplearse de forma efectiva en más tipos de terreno, sino que además era más barata al ahorrarse el coste del carro. Los carros de guerra tenían dos usos tácticos básicos: como plataformas de armas móviles, transportando un arquero o un lanzador de jabalinas; y para desbandar unidades de infantería mediante cargas.
Las carreras de carros siguieron siendo populares en Constantinopla hasta el siglo VI.
En la guerra moderna, el papel táctico de los carros antiguos es retomado, salvando las distancias y en cierto modo, por el carro de combate.
Durante la Primera Guerra Mundial, justo antes de la introducción de los carros blindados, los sidecares equipados con ametralladoras tenían el mismo papel que el carro antiguo de guerra. Se puede señalar también al tachanka ruso, que utilizaba brevemente el concepto de carro de caballos, que era armado con ametralladoras, pero que de hecho era una versión ligera de la artillería a caballo, utilizada durante más de un siglo en los campos de batalla europeos.

## Primeros vehículos de ruedas en Sumeria

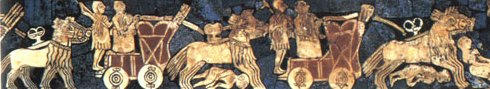
Relieve de los primeros carros en el Estandarte de Ur, hacia el 2500 a. C.

La primera representación de vehículos empleados para la guerra se encuentra en el Estandarte de Ur, en la Mesopotamia meridional, hacia el 2500 a. C. Los vehículos representados serían llamados más correctamente carros o carretas, aún de doble eje y tirados por bueyes, asnos domesticados o por onagros. Aunque a veces eran montados por lanceros además del auriga, estos pesados proto-carros, cubiertos con pieles, podrían haber sido parte de la recua de equipaje (por ejemplo, durante las procesiones fúnebres de los reyes) más que vehículos de batalla. Los sumerios usaban también un carro más ligero, de dos ruedas y tirado por cuatro asnos, aunque todavía con ruedas macizas de madera. La rueda radiada no apareció en la Mesopotamia hasta la mitad del II milenio a. C.

## Indoiranios

### Protoindoiranios

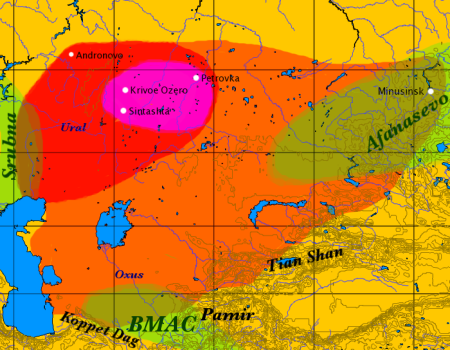
El área en que se encontraron carros con radios dentro de la cultura Sintashta-Petrovka (cultura andrónovo) está indicada en púrpura.

Los primeros carros completamente desarrollados de los que se tenga conocimiento proceden de los entierros de carros de los yacimientos andronovos, correspondientes a la cultura Sintashta-Petrovka, en las actuales Rusia y Kazajistán, cerca del año 2000 a. C. Esta cultura derivó, al menos parcialmente, de la más temprana cultura yamna, y construía asentamientos fuertemente fortificados, se dedicaba a la metalurgia del bronce a una escala sin precedentes hasta el momento y practicaba complejos rituales funerarios que recuerdan a los rituales arios conocidos a través del Rig-veda (el texto más antiguo de la India, de mediados del II milenio a. C.). Los carros funerarios de Sintashta-Petrovka tenían ruedas radiadas. Durante los siglos posteriores, la cultura de Andronovo se extendió por las estepas, desde los montes Urales hasta la cordillera de Tian Shan, correspondiéndose probablemente con las primeras culturas indo-iranias, que más tarde se expandirían hacia Irán e India en el transcurso del II milenio a. C.
Los carros aparecen en forma destacada dentro de la mitología indo-iraní. También son importantes en las mitologías hindú y persa, donde la mayoría de los dioses pertenecientes a sus panteones son representados montados en uno. La palabra en sánscrito para carro es ratha, derivada del plural *ret-h- de la palabra protoindoeuropea *rot-o- (rueda), que también dio origen en latín a rota y además era empleada en germano, celta y báltico.

### India
Existen algunas representaciones de carros entre los petroglifos en la piedra arenisca de la cordillera de Vindhya. Hay dos representaciones de carros en Morhana Pahar, distrito de Mirzapur. Una muestra un tiro de dos caballos y es visible la cabeza de un único tripulante. El otro carro es tirado por cuatro caballos, tiene seis ruedas radiadas y muestra a un conductor en pie en un gran carro en forma de caja. Este carro está siendo atacado por una figura con maza y escudo que se interpone en su trayectoria, y otra figura armada con un arco que amenaza su flanco derecho. Se ha sugerido que los dibujos relatan una historia procedente seguramente de los primeros siglos a. C., en algún lugar en el área de la gran llanura entre el Ganges y el Yamuna, territorio en la época de algunas tribus cazadoras del neolítico. Las pinturas serían por tanto un testimonio del encuentro de esas tribus con la tecnología extranjera, comparables a las pinturas rupestres de los aborígenes australianos en la Tierra de Arnhem representando a occidentales. Los realistas carros grabados en las estupas de Sanchi datan aproximadamente del siglo I.
Tradicionalmente se ha atribuido la invención del carro falcado a Ajatashatru, rey de Magadha, hacia el 475 a. C. El carro falcado era un carro de guerra equipado con una o más hojas afiliadas a ambos lados del eje que se extendían de forma horizontal hasta casi un metro de distancia del carro. La función de estos carros era la de cargar contra formaciones enemigas, obligando a sus integrantes a dispersarse so pena de sufrir terribles heridas a causa de las cuchillas. Al parecer Ajatashatru usó carros falcados contra los licchavi en aquella época. Sin embargo, estudios posteriores defienden el desarrollo de carros falcados por los persas como respuesta a la necesidad de enfrentarse a las formaciones fuertemente acorazadas de la infantería pesada griega, entre los años 467 a. C. y 458 a. C.

### La Edad de Hierro en Mesopotamia

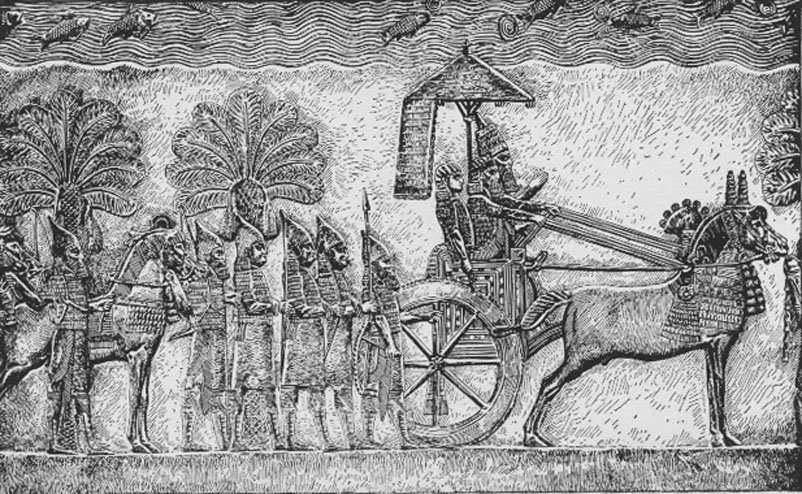
Senaquerib, rey de Asiria. Relieve de su palacio de Nínive.

Probablemente a partir de los hititas y de Mitani, el carro se difunde por toda Mesopotamia y el Elam en el I milenio a. C. Los asirios y los babilonios hicieron un gran uso de él, aunque su utilidad militar fuera cada vez más limitada, dado que su apogeo lo había alcanzado en la Edad del Bronce Final. El carro era en aquella época un símbolo del poder militar y el vehículo de los reyes y los líderes militares que inspeccionaban el campo de batalla.

### Persia

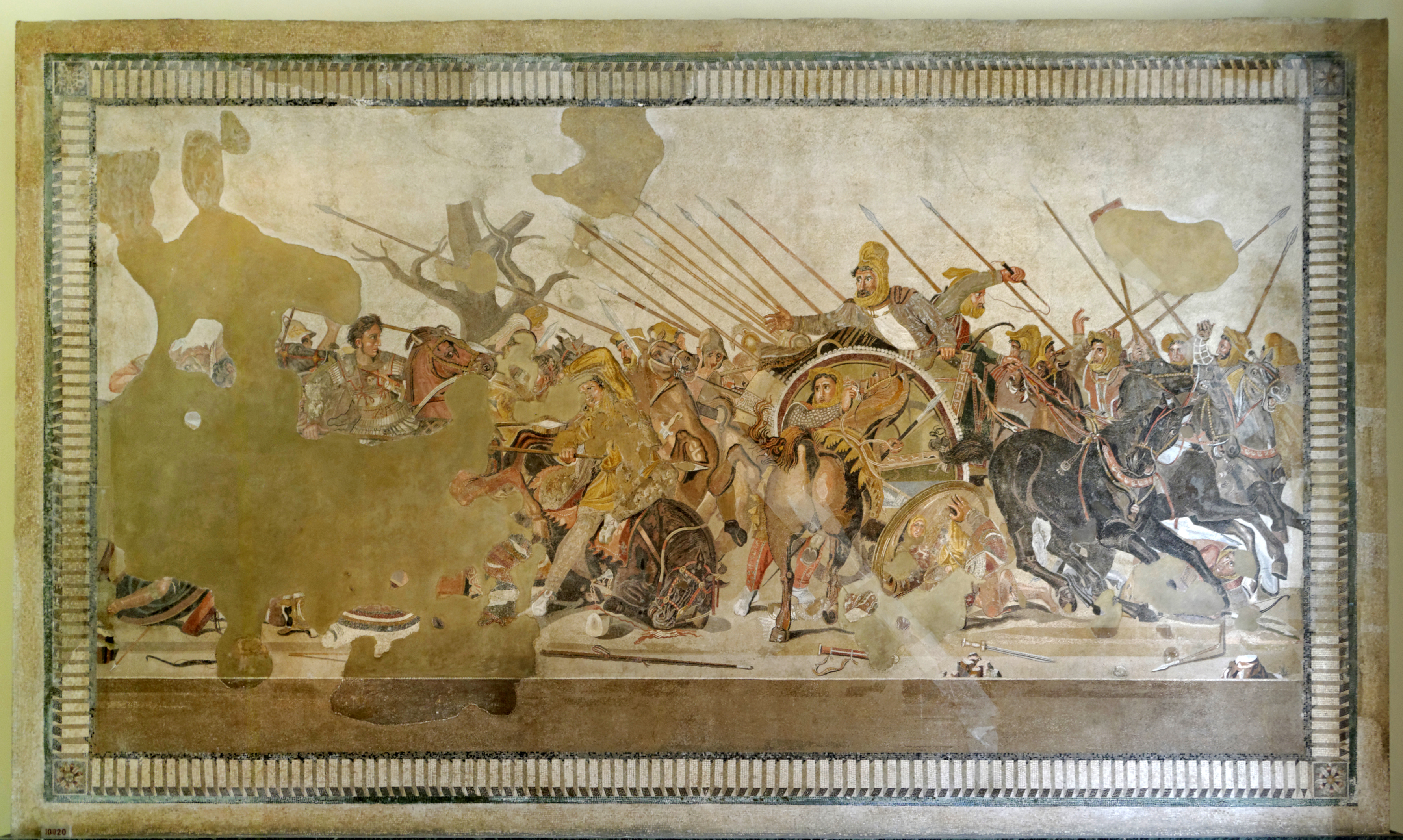
Darío III en su carro en la Batalla de Issos. A la izquierda se aprecia a Alejandro Magno. Mosaico de la Casa del Fauno en Pompeya, expuesta en el Museo Arqueológico de Nápoles.

Los persas conquistaron Elam hacia la mitad del primer milenio a. C., y pudieron haber sido los primeros en enganchar cuatro caballos a sus carros, en lugar de dos. También utilizaron carros falcados, al igual que Ciro el Joven empleó un gran número de esta clase de carros.
Heródoto menciona que los libios y la satrapía del río Indo suministraron caballería y carros al ejército de Jerjes I. Sin embargo, la mayor movilidad y eficacia de la caballería comparada con el carro de guerra y la derrota de Darío III en la batalla de Gaugamela en el año 331 a. C., donde el ejército de Alejandro el Grande simplemente abrió su línea de formación para dejar pasar los carros persas y atacarles desde atrás, marcaron el final de una era para estos vehículos.

## Creciente fértil y Anatolia
Algunos estudiosos mantienen que el carro de guerra nació en la zona del creciente fértil y Anatolia en los comienzos del II milenio a. C.

### Hititas

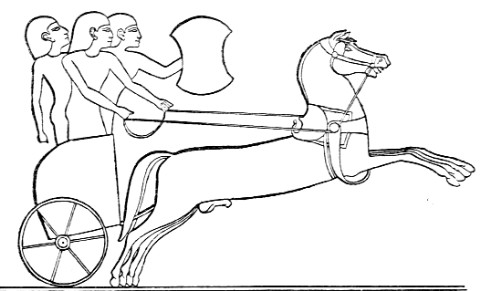
Carro de combate hitita. El artista egipcio representó el eje en la posición que ocupaba en los carros egipcios. En los hititas se ubicaba más adelante.

El reino de Mitani parece que fue el responsable de la introducción del caballo de tiro y del carro de guerra en la Edad del Bronce en Oriente Próximo. El testimonio más antiguo del carro de guerra es el texto de Anitta, texto hitita del siglo XVIII a. C., que menciona 40 tiros de caballos en el asedio de Salatiwara (40 ṢÍ-IM-DÌ ANŠE.KUR.RAḪI.A). Dado que sólo se cita explícitamente a los caballos y no a los carros, se pone en duda la presencia de estos. La primera noticia cierta de carros en el Imperio hitita data del siglo XVII a. C. (Hattusili I). Se conserva un texto hitita sobre el entrenamiento de caballos, atribuido a Kikkuli de Mitanni en el siglo XV a. C.
Los hititas fueron hábiles aurigas. Desarrollaron un nuevo diseño, con ruedas más ligeras, con cuatro radios en lugar de ocho y capaz de transportar a tres guerreros en vez de dos. La prosperidad hitita dependía en gran medida del control de las rutas comerciales y de los recursos naturales, especialmente los metales. A medida que los hititas extendieron su dominio por Mesopotamia, surgieron conflictos con sus vecinos asirios, hurritas y egipcios. Durante el reinado de Suppiluliuma I, los hititas conquistaron Qadesh y quizás toda Asiria. La batalla de Qadesh en 1299 a. C. parece haber sido la más grande batalla con carros nunca vista, en la que tomaron parte 5000 carros de guerra. Según el historiador Francisco Gracia Alonso, el ejército del rey hitita Muwatalli II contaba con 3700 carros, de los que solo 500 eran hititas: el resto procedía de los contingentes de los dieciocho estados aliados.

### Egipto

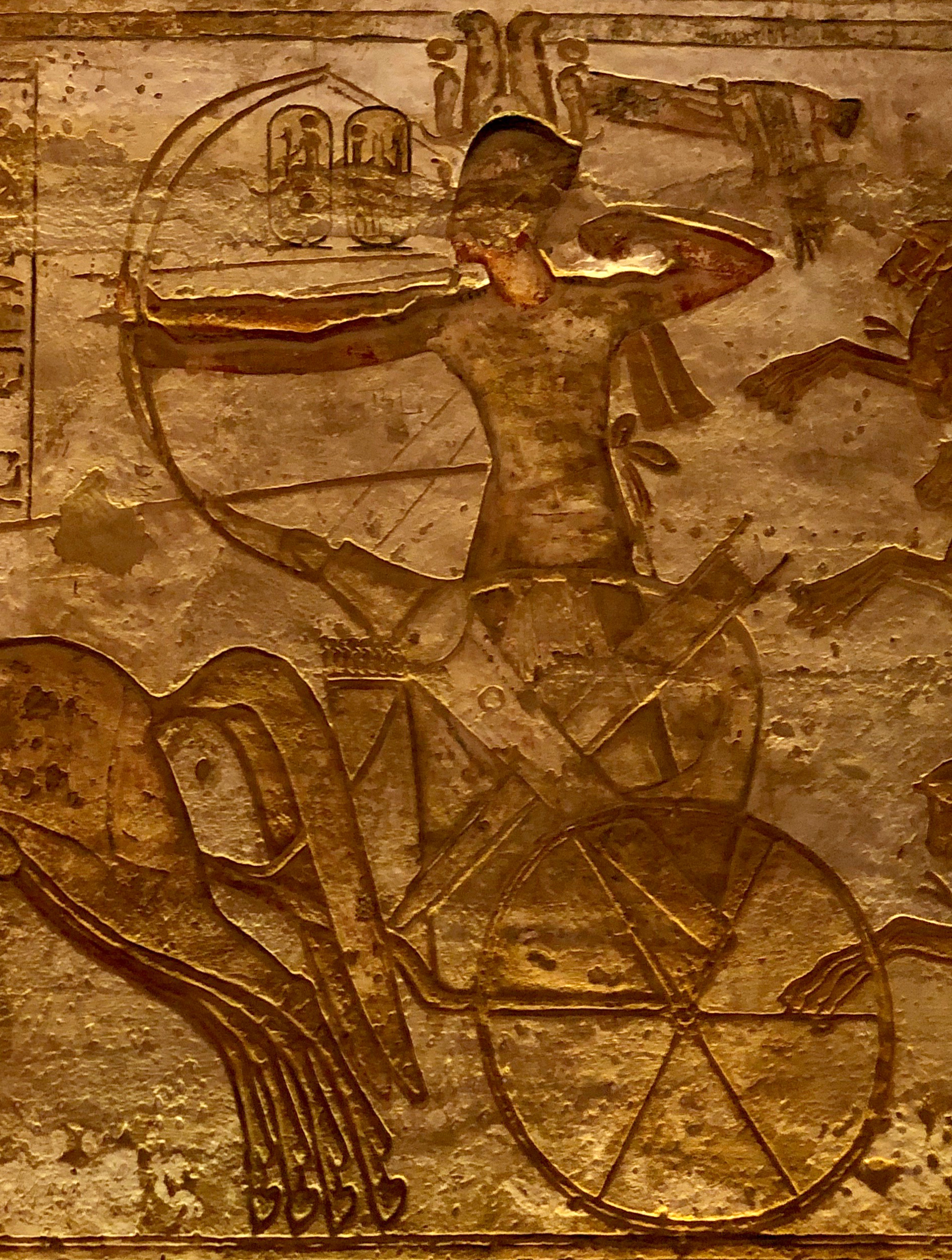
Ramsés II combatiendo en su carro durante la Batalla de Qadesh.

El carro, junto con el caballo, fue introducido en Egipto durante el dominio de los hicsos en el siglo XVI a. C.

La aparición de un ejército profesional en el Imperio Nuevo de Egipto (c. 1570-1070 a. C.) está estrechamente ligada a la mayor proyección, en especial militar, hacia el mundo palestino-sirio –consecuencia entre otras cosas de la derrota de los hicsos- y a la aparición de un nuevo tipo de arma: el carro de guerra. Se trata de la primera arma colectiva, elemento característico de los ejércitos desarrollados. Pero sólo puede entenderse en su concepción como un trinomio de vehículo, arma ofensiva (el arco compuesto) y dotación de caballos entrenados.

En los restos que han llegado hasta nosotros del arte del Antiguo Egipto y Asiria hay numerosas representaciones de carros en las que se aprecia la riqueza de sus ornamentos. Los carros egipcios y asirios, en los que la principal arma era el arco, solían ir equipados con carcajes llenos de flechas. Los egipcios añadieron el yugo a sus carros hacia 1500 a. C. Los ejemplares mejor conservados de carros egipcios son los seis que se hallaron en la tumba de Tutankamon.

### En el Antiguo Testamento
Los carros de guerra son evocados con frecuencia en el Antiguo Testamento, particularmente por los profetas, como símbolos de poder o de gloria. La primera mención se encuentra en la historia de José, en el Génesis.
Los carros de hierro son citados también en el Libro de Josué y en el Libro de los Jueces como armas de los cananeos. En este último se menciona que Jabín, rey de Canaán, tenía un ejército con 900 carros de guerra. El Primer Libro de Samuel cita los carros de los filisteos, a veces identificados con los Pueblos del Mar o los micénicos primitivos. Otro pasaje del profeta Samuel menciona que el rey David desjarretó a los caballos de los carros de los filisteos. Hay más pasajes en que los carros son citados.
En el Antiguo Testamento se aprecia que los carros eran una parte integral de los ejércitos cananeos y, posteriormente, durante el reinado de Salomón. Este rey disponía de 1400 carros. Cuando el Reino unido llegó a su fin, durante el reinado de Roboam, la mayoría de la fuerza de carros hebreos fue cedida al Reino de Israel, y el Reino de Judá se quedó con la infantería. El Reino de Israel es citado en los textos asirios como poseedor de la más poderosa fuerza de carros del Mediterráneo Oriental. El rey Ajab envió 2000 carros a la Batalla de Qarqar en 853 a. C.
Los carros posteriores de Judá eran vehículos pesados tirados por cuatro caballos y con una dotación de cuatro hombres ―auriga, escudero y dos combatientes―, similares a los de Asiria.

### Urartu
Los urarteos emplearon carros para distintos propósitos, que van desde la guerra hasta el transporte. Los carros urarteos eran tirados por uno o dos caballos y llevaban a esa misma cantidad de personas. En el monumento al sexto rey de Urartu, Argishti I (785-763 a. C.), en Ereván (Armenia), el rey aparece montando su carro. El carro de Argishti I es tirado por dos caballos y posee espacio para una sola persona.

## Europa

### Europa del Sur

#### Micenas
Los micénicos utilizaron también los carros de guerra. Los inventarios en Lineal B, principalmente de Cnosos y Pilos, añadidos a las representaciones de algunas estelas funerarias de Micenas, otorgan un gran espacio a los carros de guerra en estocaje (wokha) y a las piezas de recambio, distinguiendo entre los carros desmontados y los ensamblados. En lineal B, el ideograma para el carro de guerra (B240, ð) es un dibujo abstracto, compuesto de dos ruedas de cuatro radios.
Los carros eran una fuerza esencial más por la calidad de los combatientes que por su cantidad, pese a que en las tablillas de Cnosos se mencionan al menos 400 carros y 700 caballos mantenidos como reserva en las dependencias del palacio.
Los carros dejaron de utilizarse para la guerra después de la caída de la civilización micénica. En la Ilíada, los héroes se desplazaban en carro, pero descendían de él para combatir al enemigo. Los carros ya sólo se empleaban para los concursos en los juegos públicos, o para los desfiles, y conservaban la misma apariencia que los mencionados arriba. Eran a menudo de construcción ligera, como los describe Homero, y no podían llevar más que a una persona. La Ilíada describe también una carrera de carros para los funerales de Patroclo.

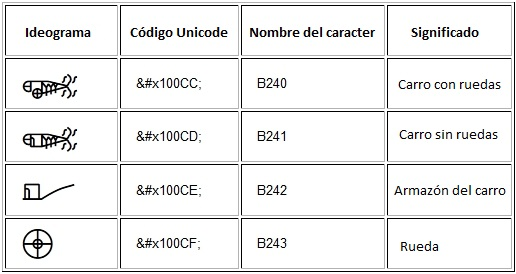
Ideogramas en lineal B relativos a los carros.

#### Etruria
El único carro etrusco encontrado en buen estado data de la década del 530 a. C. Está adornado con placas de bronce que recuerdan al caldero de Gundestrup, con detalladas escenas en bajorrelieve, comúnmente interpretadas como una representación de episodios de la vida de Aquiles. Las ruedas tienen nueve radios. Fue hallado en una tumba de carros en Monteleone di Spoleto (la antigua ciudad romana de Brufa), en la provincia de Perugia (Italia). Se exhibe en el Museo Metropolitano de Arte de Nueva York.

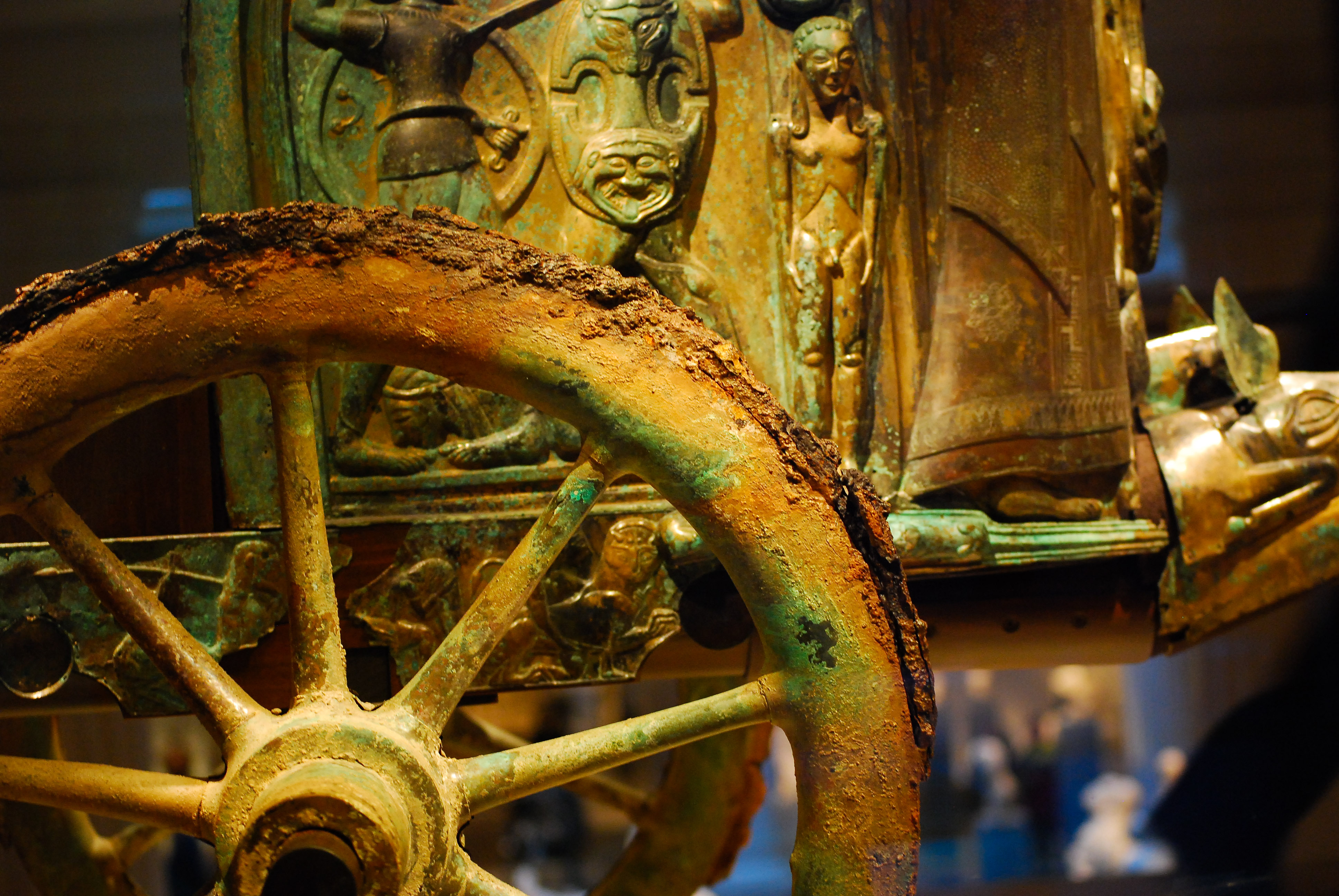
Detalle de una rueda del Carro etrusco de Monteleone di Spoleto. Museo Metropolitano de Arte de Nueva York.
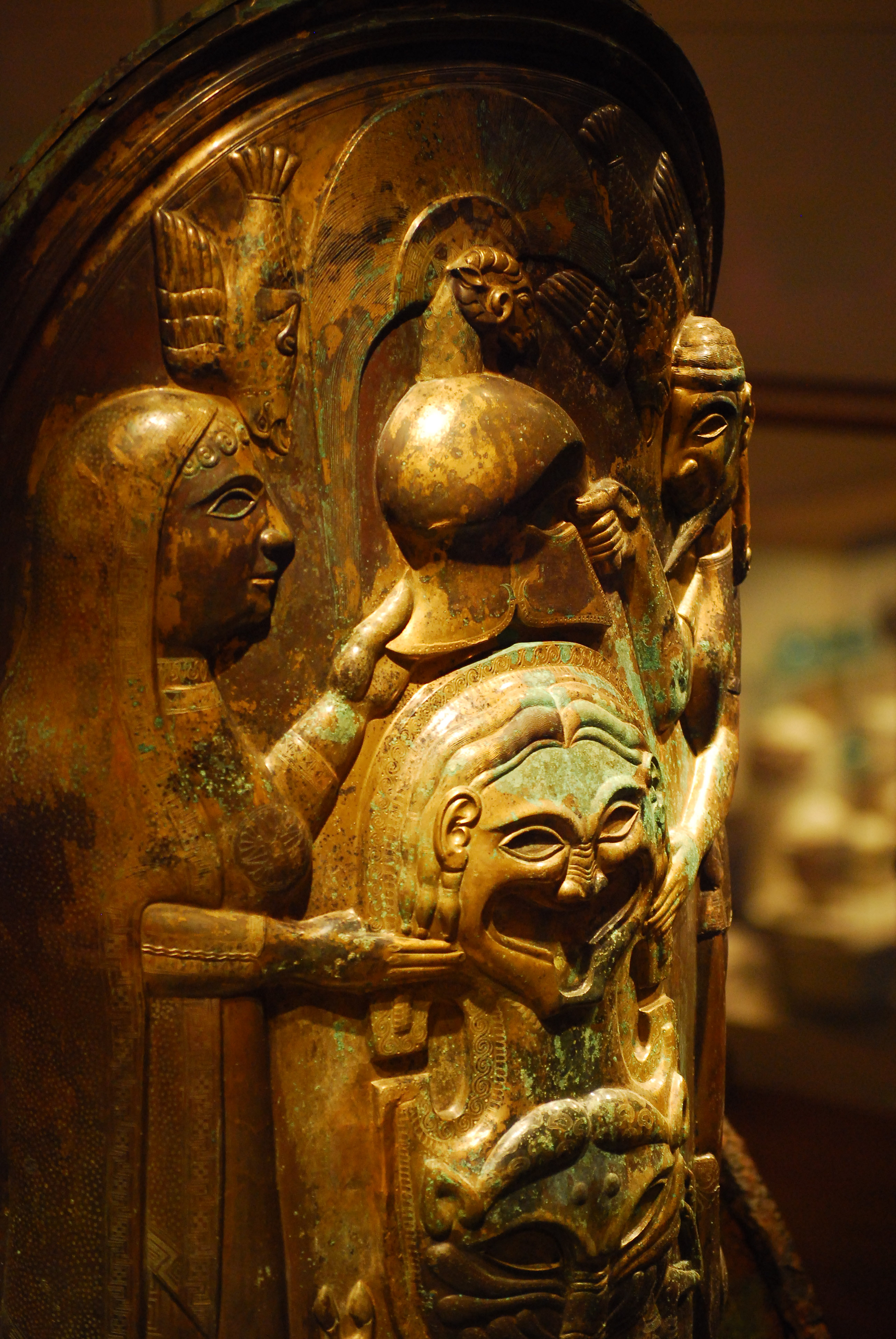
Detalle de la parte delantera del carro etrusco de Monteleone di Spoleto. Museo Metropolitano de Arte de Nueva York.
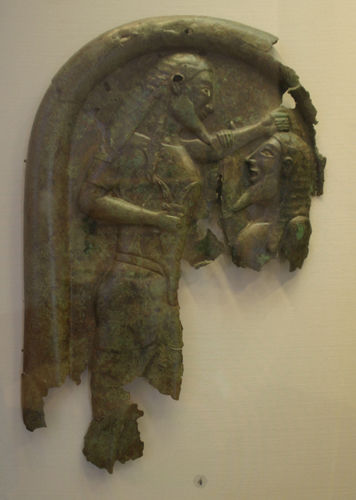
Relieve etrusco de bronce de la decoración de un carro de guerra. Museo arqueológico de Perugia.

#### Antigua Grecia
El término griego para carro, ἅρμα, hárma, es empleado actualmente para designar al carro de combate, denominado άρμα μάχης, árma mákhēs, con el mismo significado.

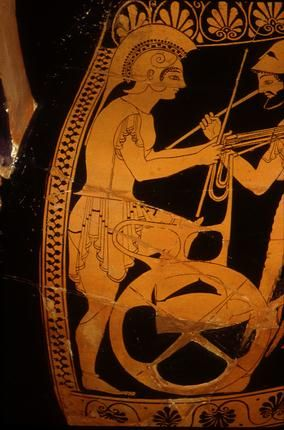
Carro de guerra griego representado en un recipiente ateniense.

La caballería existió en la Antigua Grecia, aunque era poco eficaz, ya que el terreno pedregoso de la Grecia peninsular era de igual modo impracticable tanto para los carros ligeros como para los caballos no herrados.
En las largas distancias recorridas diariamente, los cascos de los caballos se desgastaban o eran heridos por las piedras, y hasta la invención de la herradura, una parte nada despreciable de los caballos llegaban renqueando al campo de batalla. No obstante, el carro conservó un estatus privilegiado, sobre todo en la poesía épica, y fue utilizado en las carreras de caballos de los Juegos olímpicos o en los Juegos panatenaicos.
Los carros griegos estaban concebidos para ser tirados por dos caballos situados a cada lado de un timón. Algunas veces se añadían dos caballos, atados a cada costado de la yunta principal, mediante una simple barra montada en la parte delantera del carro. Los pies del automédon (auriga), que estaba sentado, descansaban sobre una plancha montada en la parte delantera, muy cerca de las patas de los caballos. La biga no era más que un simple asiento situado sobre el eje, con un timón a cada lado del conductor con el fin de asegurar las ruedas.
La caja del carro se apoyaba directamente sobre el eje. No tenía ningún tipo de suspensión, lo que hacía que fuera un medio de transporte incómodo. En la parte delantera y a los lados, una barandilla semicircular de alrededor de un metro de alto lo protegía de la eventualidad de un ataque enemigo. La parte trasera estaba abierta, lo que permitía subir y bajar fácilmente del carro. Excepto en los carros de carreras, no había asiento, y el espacio era muy justo para el conductor y un pasajero.
El timón se fijaba probablemente en medio del eje. El yugo estaba en el extremo del timón y consistía en dos arreos ligeros que amordazaban a los caballos y se ataban mediante correas anchas alrededor del tronco del caballo. El arnés se completaba con una brida y un par de riendas, idénticas a las utilizadas hasta el siglo XIX, fabricadas de cuero y en ocasiones adornadas con perlas, marfil o metal. Las riendas pasaban por unas anillas sujetas a las cintas de la collera del animal. Eran lo suficientemente largas para que el automédon pudiera enrollarlas alrededor de su cuerpo y poder así defenderse.
Las ruedas, como la caja, eran de madera, reforzadas con hierro o bronce. Tenían cuatro u ocho radios y estaban provistas de llantas, asimismo de hierro o de bronce.

Este modelo de carro era corriente en toda la cuenca mediterránea de la época, y las principales diferencias residían en los métodos de fijación.

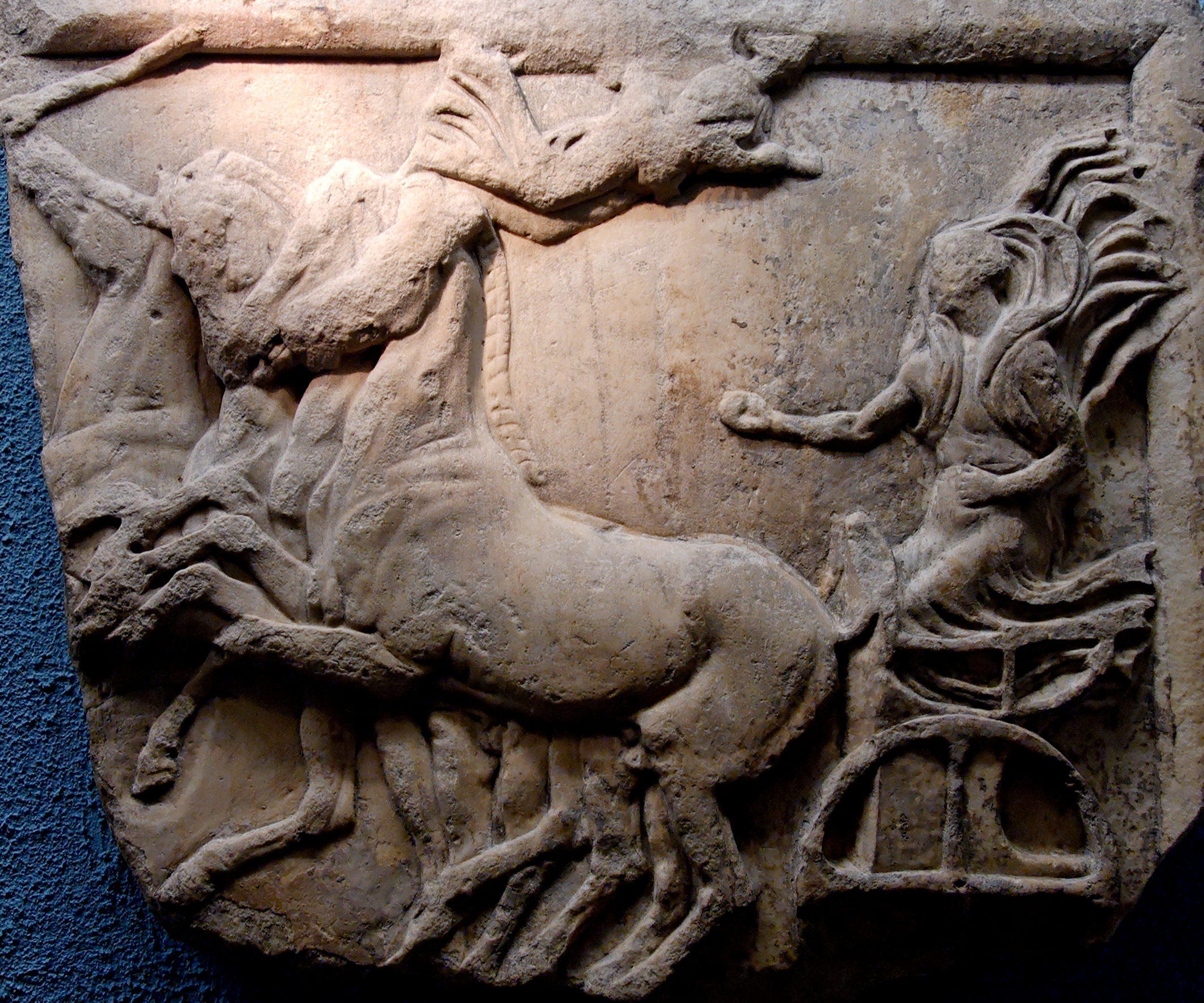
Niké (la Victoria) alada colocando en la cabeza de un auriga una corona de laurel, bajorrelieve de mármol dedicado a Atenea (c. 425 a. C.). Museo Británico.

#### Roma Antigua
Los romanos probablemente conocieron el carro por los etruscos, que a su vez lo habrían importado de Grecia.
No obstante, los romanos fueron influidos directamente por los griegos, sobre todo después de la conquista de la Grecia continental (146 a. C.).
Durante el Imperio romano, los carros no se utilizaron para el combate. Estaban reservados para los desfiles y las carreras de carros, principalmente en el Circo Máximo. La pista era lo bastante ancha como para que pudieran rodar 12 carros. Ambos lados de la misma estaban separados por una mediana elevada, llamada la spina. La popularidad de las carreras de carros llegó hasta el Imperio bizantino, y tenían lugar en el hipódromo de Constantinopla, ya que los Juegos olímpicos habían sido interrumpidos en 396. Las carreras de carros bizantinas no llegaron a su declive hasta la sedición de Niká, en el año 532.
Los romanos sólo ocasionalmente se enfrentaron a otros ejércitos que empleaban carros: las revueltas celtas (véase más arriba), y en 86 a. C. en la batalla de Queronea, durante la primera guerra mitridática, contra Mitrídates VI, rey del Ponto. Aquí los romanos demostraron que el uso de los carros en las batallas quedaba desfasado, resultando inútil frente a las trincheras y a la Legión romana en sí.

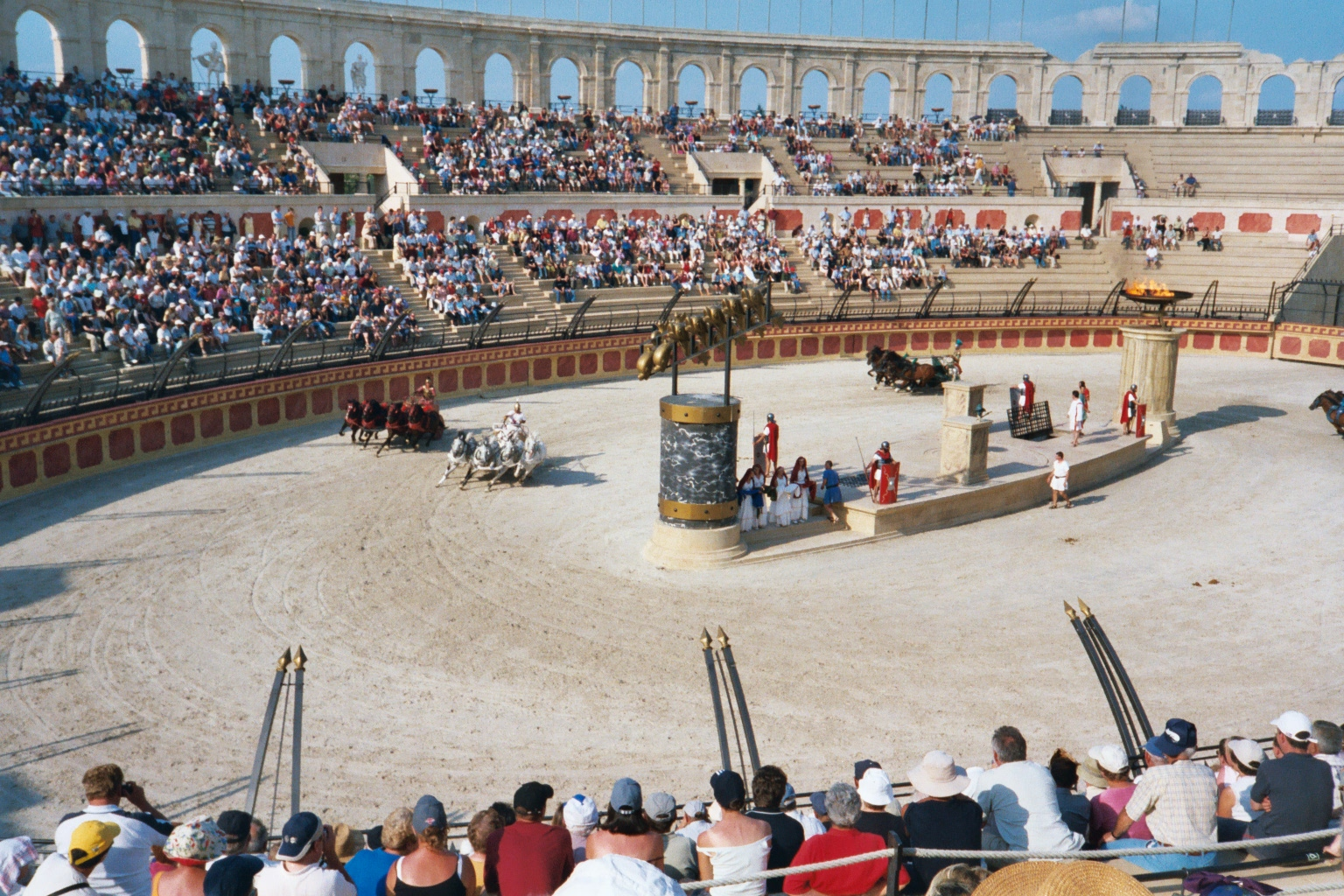
Recreación de una carrera de carros romana.
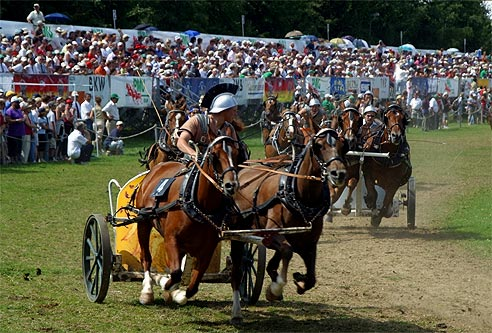
Recreación de carrera de bigas romanas.
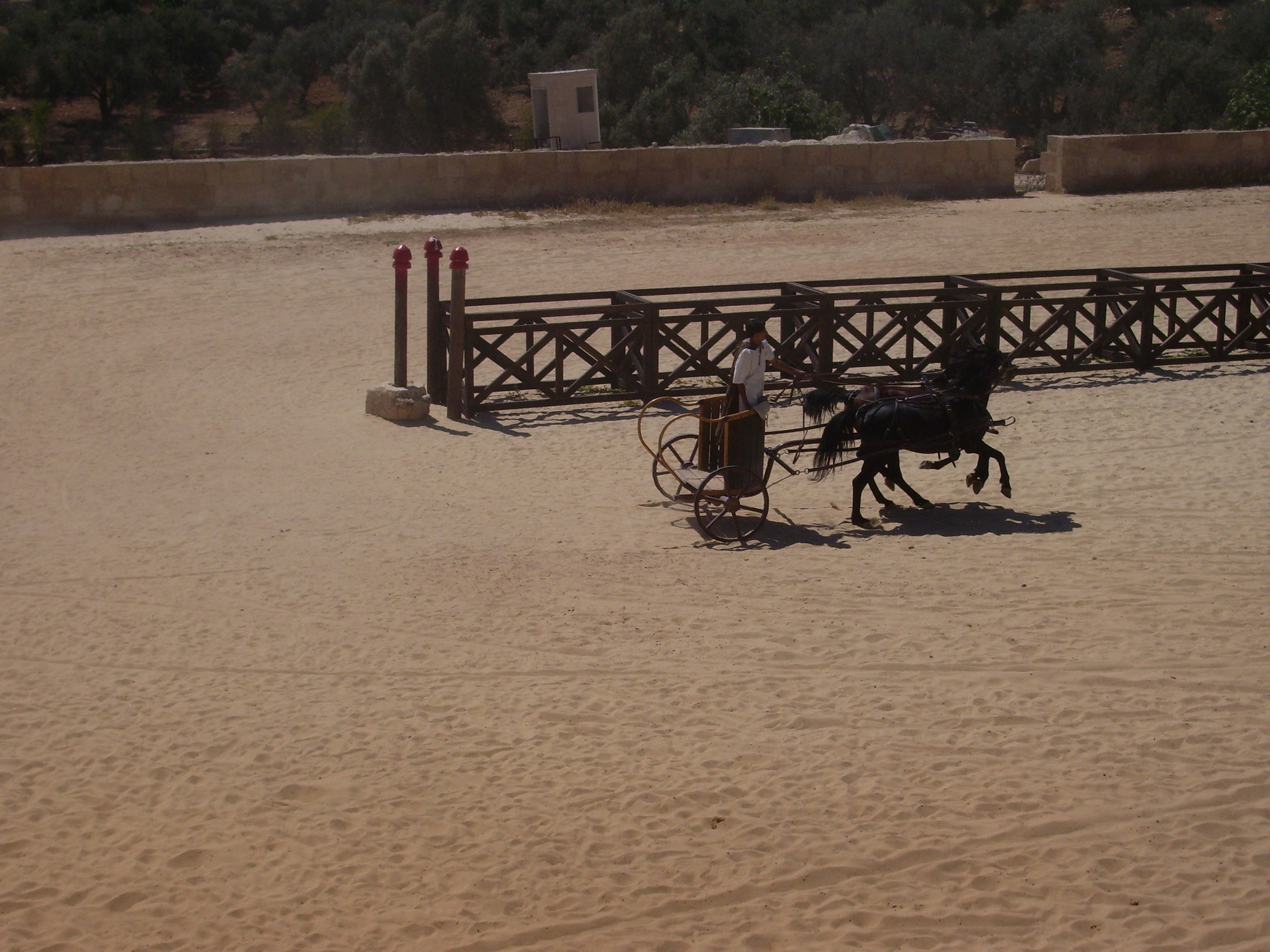
Representación moderna de una carrera de carros de la Roma antigua en Jerash (Jordania).
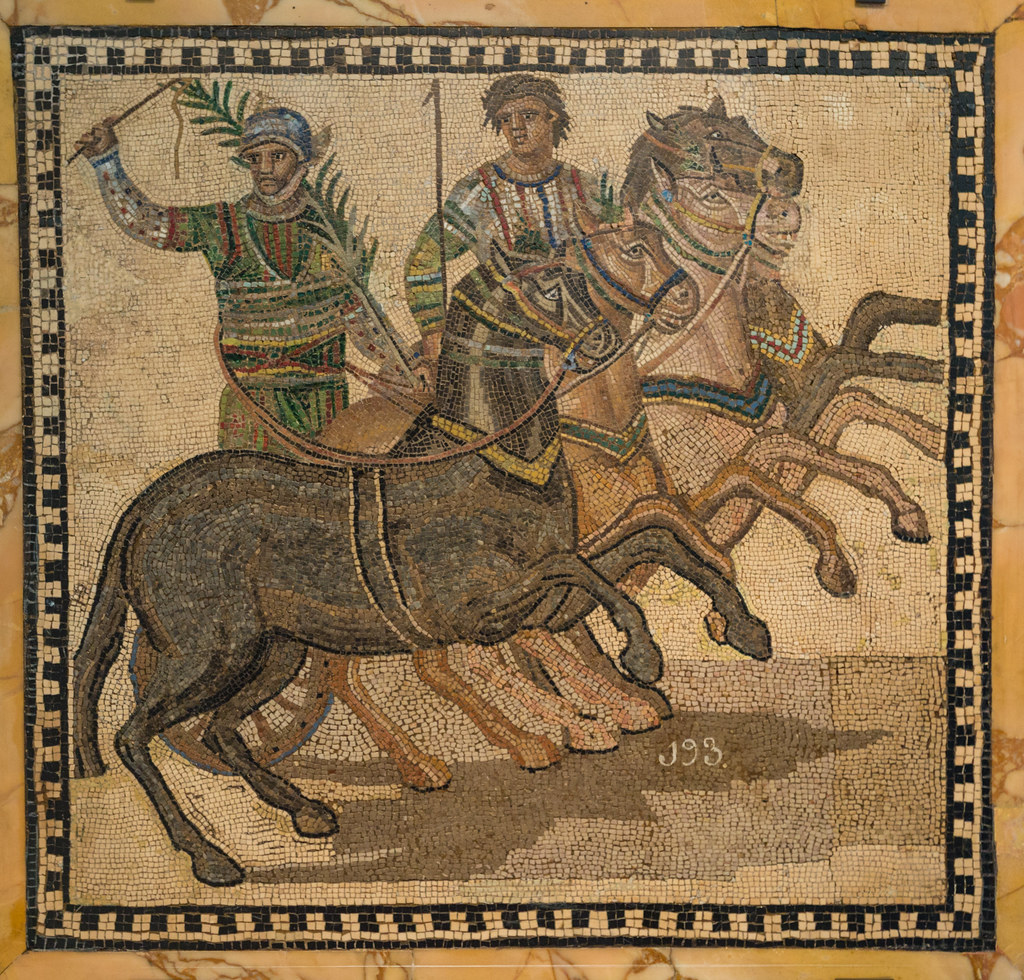
Vencedor de una carrera de carros romana, del «equipo rojo».

### Europa central, occidental e islas británicas
Los celtas eran buenos fabricantes de carros. La palabra carro, derivada de la latina carrum, se piensa que puede provenir de la palabra gala karros. Unas 20 tumbas de carros de la Edad de Hierro han sido excavadas en Gran Bretaña, todas en Yorkshire, excepto una hallada, en 2001, en Newbridge, situada a 10 km al oeste de Edimburgo. Datan aproximadamente del 500 al 100 a. C. Los carros desempeñaban un papel importante en la mitología celta irlandesa, sobre todo, en el culto del héroe Cúchulainn.
Del carro celta, quizás llamado carpentom, tiraban dos caballos en el periodo de la Tène (cuatro en el de Hallstatt). Medía aproximadamente 2 m de anchura y 4 m de longitud. La llanta de hierro de las ruedas de los carros de una sola pieza fue probablemente una invención celta. Aparte de la llanta de hierro y de las belas, bocín y la barquilla (piezas también de hierro que cubrían el cubo de la rueda o espacio para el eje), el vehículo estaba construido con madera y mimbre. En algunos casos, las juntas se reforzaban con aros de hierro. Otra innovación celta fue el eje colgante, suspendido de la plataforma mediante cuerdas. Ello mejoró la rodadura por los terrenos con baches. Existe la evidencia en monedas galas de un sistema de suspensión de piel en la caja central, y de un complejo sistema de cuerdas anudadas para su sujeción. Ha sido reconstruido por arqueólogos. Según el escritor romano, Tácito, eran bastante confortables en un terreno irregular.
Los bretones insulares utilizaron los carros de guerra hasta el siglo III. El modelo bretón era manejable y permitía combinar la agilidad del essedaire (conductor del carro, nombre procedente del latín essedae, que designa al carro bretón) con la firmeza del infante. Llevaba siempre dos pasajeros: un conductor y un combatiente. Este último no necesitaba descender para enfrentarse a un enemigo, puesto que el conductor estaba preparado y atento para recuperarlo, para a continuación huir si se presentaba la necesidad. Esta táctica del carro de guerra fue sobre todo utilizado por los britanos contra Julio César en el año 55 a. C., durante su expedición a la isla de Bretaña.
No se ha atestiguado el uso del arco compuesto en los carros en esta parte de Europa. Julio César proporcionó el único informe, como testigo ocular, del carro de guerra británico:

«El modo de luchar de los carros es éste. Primero avanzan por todas partes disparando dardos, y con el mismo terror que infunden a sus caballos y con el estrépito de las ruedas suelen desordenar las filas, y, una vez que se introducen entre los escuadrones de los jinetes, saltan de los carros y combaten a pie. Mientras tanto, los aurigas van retirándose poco a poco de la batalla y sitúan los carros de tal modo que, si aquellos se ven apremiados por la multitud de los enemigos, tienen libre la retirada hacia los suyos. De esta manera unen en la batalla la rapidez de los jinetes con la firmeza de los infantes, y es tal la destreza que les da el continuo ejercicio que, aun en los parajes con pendientes y escabrosos, hacen parar a los caballos lanzados al galope, los refrenan en seguida y les hacen dar la vuelta, estando ellos acostumbrados a correr por el timón, a mantenerse en pie sobre el yugo y a volver de allí rápidamente a los carros.

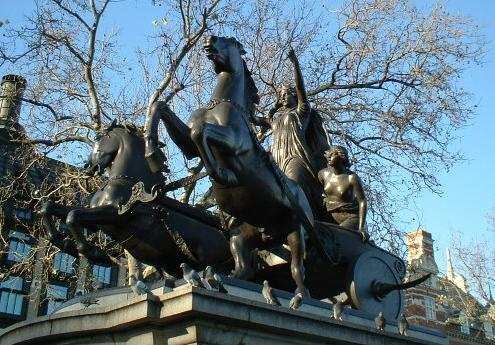
Escultura de Thomas Thornycroft de Boudica y sus hijas en su carro, dirigiendo a sus tropas antes de la batalla.

Los carros también pudieron haber sido usados con fines ceremoniales. Según Tácito, Boudica, reina de los icenos y de otras tribus durante una revuelta contra las fuerzas romanas de ocupación, dirigió sus tropas desde su carro en el año 61:

Boudicca curru filias prae se vehens, ut quamque nationem accesserat, solitum quidem Britannis feminarum ductu bellare testabatur. (versión en latín).

«Boudica, con sus hijas delante de ella, viajó en carro de tribu en tribu, declarando que realmente era normal para los bretones pelear bajo el liderazgo de las mujeres.»

La última mención de carros en las batallas parece que fue en la batalla del monte Graupius, en algún lugar de la actual Escocia, en el año 84. Según Tácito, «las líneas de los britanos se habían situado en los lugares más altos, para ofrecer un aspecto más temible, de forma que el primer cuerpo, situado en la llanura, formaba una línea continua con los demás, colocados en la pendiente del monte, como si se alzaran para caer sobre el enemigo. Los carros de guerra ocupaban el centro de la llanura con ruidosas evoluciones.»

### Europa del Norte
El llamado Carro del Sol, encontrado en Trundholm, está datado alrededor del año 1400 a. C. El carro tiene ruedas de cuatro radios y consta del propio Sol, colocado en el eje, un caballo sobre las ruedas delanteras y seis ruedas en total. Cabe la posibilidad de que el dios Sol fuera quien conduzca al carro o que sea de hecho el carro. En todo caso, la presencia de un carro en un contexto nórdico en la Antigüedad es desconcertante.
Han sobrevivido varios petroglifos, que datan de la Edad del Bronce, que representan a carros, como el que aparece en una losa de una tumba real del II milenio a. C. hallada cerca de la ciudad de Kivik, en la región de Escania, Suecia.

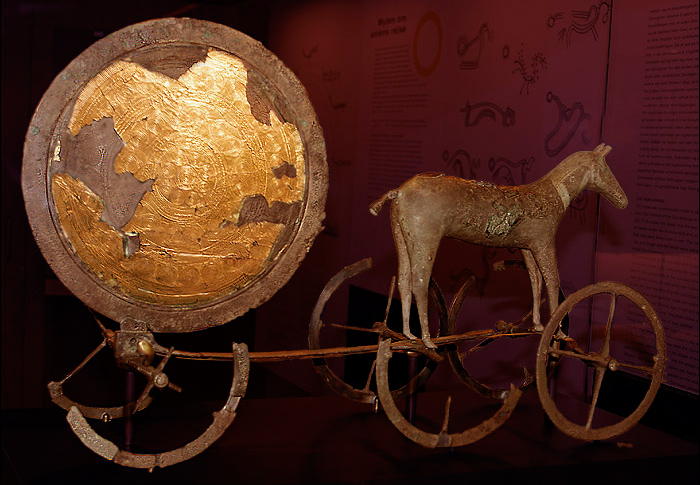
Carro solar de Trundholm.
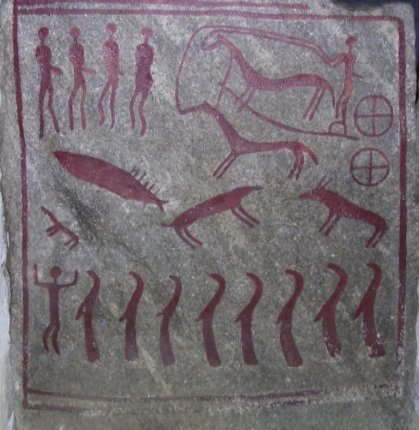
Losa de la tumba con un caballo tirando de un carro con cuatro ruedas radiadas.

## El resurgimientɒ

### La tachanka rusa

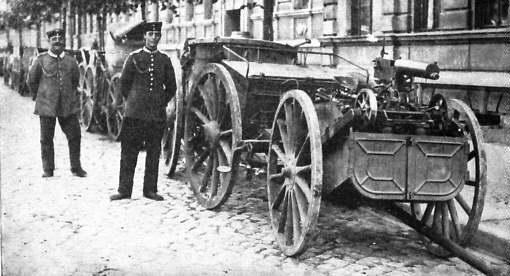
Tachanka rusa de la Primera Guerra Mundial capturada por los alemanes y exhibida en Berlín.

Podría decirse que el empleo del carro de guerra resurgió durante la guerra civil rusa (1918–1920), cuando la "tachanka", un carro o carreta que tenía montada una ametralladora, disfrutó de cierto éxito táctico dentro del Ejército Rojo. Puesto que el arma debía ser apuntada lejos de los caballos, operaba en una dirección de fuego opuesta o lateral a la del avance de la tachanka. Mientras un hombre conducía los caballos, otro o un grupo de dos operaba el arma.
Podría haberse usado para realizar películas que levantaran la moral del pueblo, pero la practicabilidad de sus disparos en movimiento debió ser insignificante a causa del colapso de sus ruedas comunes en comparación con posteriores avances (véase rueda de artillería) y del disparo que podría recibir cualquier caballo; además, las múltiples sacudidas le restarían gran parte de su utilidad.
La inspección de fotografías permite determinar que la tachanka fue diseñada para funcionar del mismo modo que un caballo transportaba artillería. En otras palabras, fue ideada para acompañar o preceder a la caballería, hacer un alto y suprimir el fuego de la infantería enemiga mientras se aproximaba la caballería. Es interesante señalar que, en la fotografía, el carro del arma posee ruedas de artillería, pero el armón no. En 1898, Vickers, Hijos y Maxim fabricó un armón de cuatro caballos que remolcaba un cañón automático de 37 mm sobre un carro. Al mismo tiempo, realizaron un carro armado de dos caballos que llevaba suministros de su propia munición para apoyar a la artillería, y un carruaje de un único caballo similar, con su propia munición. Estas últimas armas, de 0,303 pulgadas, fueron fabricadas por Vickers-Maxim.

### El carro de combate
Un carro de combate es un vehículo blindado de combate con rodadura de orugas o ruedas, diseñado principalmente para enfrentarse a fuerzas enemigas utilizando fuego directo. Un carro de combate se caracteriza por tener armas y un blindaje pesado, así como por un alto grado de movilidad que le permite cruzar terrenos difíciles a velocidades relativamente altas.